# David C. Williams
David C. Williams, né à Macomb dans l'Illinois aux États-Unis, est un compositeur américain de musiques de films.
Il est notamment connu pour avoir composé les musiques des films The Prophecy (1995), Wishmaster 2 (1999) et Supernova (2000).

## Filmographie

### Cinéma

#### Longs métrages
- 1979 : Delirium de Peter Maris
- 1986 : Free Ride de Tom Trbovich
- 1988 : After School de William Olsen
- 1988 : Side Roads de Bill Bordy
- 1989 : Deadly Innocents de John D. Patterson et Hugh Parks
- 1990 : Dead Men Don't Die de Malcolm Marmorstein
- 1990 : Shakma de Hugh Parks et Tom Logan
- 1990 : The Night Brings Charlie de Tom Logan (vidéo)
- 1991 : Critters 3 de Kristine Peterson
- 1993 : King's Ransom de Tom Logan et Hugh Parks (vidéo)
- 1993 : L'arme blanche (American Yakuza) de Frank A. Cappello
- 1994 : Sous le signe du tigre (Blue Tiger) de Norberto Barba
- 1995 : The Prophecy de Gregory Widen
- 1995 : FBI, un homme à abattre (No Way Back) de Frank A. Cappello
- 1996 : Les enfants du maïs 4 (Children of the Corn: The Gathering) de Greg Spence (vidéo)
- 1997 : The Killing Jar d'Evan Crooke
- 1997 : Drive de Steve Wang
- 1998 : Shelter de Scott Paulin
- 1998 : The Prophecy II de Greg Spence (vidéo)
- 1998 : Phantoms de Joe Chappelle
- 1999 : Wishmaster 2 (Wishmaster 2: Evil Never Dies) de Jack Sholder (vidéo)
- 2000 : Supernova de Walter Hill
- 2005 : Planet Ibsen de Jonathan Wyche
- 2008 : Sunshine Away de Joshua F. Leonard et Lance Reenstierna
- 2009 : Fais leur vivre l'Enfer Malone (Give 'em Hell Malone) de Russell Mulcahy
- 2010 : Ice Castles de Donald Wrye
- 2010 : Christina de Larry Brand
- 2010 : The Invited de Ryan McKinney
- 2011 : The Will of Victory (A Doc Opera) de Robert A. Ferretti
- 2014 : Freezer de Mikael Salomon
- 2016 : Bedeviled de Abel Vang et Burlee Vang
- 2017 : Broken Memories de Michael Worth
- 2017 : Unbridled de John David Ware

#### Courts métrages
- 1998 : Airtime de Rolf Kestermann
- 2010 : Verdict de Nicolas Aaron Mezzanatto
- 2012 : Your Father's Daughter de Carlos Bernard
- 2019 : We Die Alone de Marc Cartwright

### Télévision

#### Téléfilm
- 1991 : Even Angels Fall de Thomas Calabrese
- 2001 : A Glimpse of Hell de Mikael Salomon
- 2002 : L.A. Law: The Movie de Michael Schultz
- 2003 : Benedict Arnold: A Question of Honor de Mikael Salomon
- 2005 : Manticore de Tripp Reed
- 2006 : Fallen - Le néphilim (Fallen ) de Mikael Salomon
- 2014 : The Dorm de Rachel Talalay
- 2017 : The Retreat de Luis Robledo